# Arboreto y estanque botánico Betrand F. Harrison
El Arboreto y estanque botánico Betrand F. Harrison (en inglés: Betrand F. Harrison Arboretum and Botany Pond o simplemente conocido comoHarrison Arboretum) es un arboreto y jardín botánico ubicado en el campus de la Universidad Brigham Young, en Provo, Utah, Estados Unidos. 
El código de reconocimiento internacional del "Betrand F. Harrison Arboretum and Botany Pond" como miembro del "Botanic Gardens Conservation Internacional" (BGCI), así como las siglas de su herbario es BRY.

## Localización
Betrand F. Harrison Arboretum and Botany Pond Brigham Young University, 8th North Street Provo, Utah county, Utah UT 84602, United States of America-Estados Unidos de América
Planos y vistas satelitales.40°14′41″N 111°39′8″O / 40.24472, -111.65222
- Promedio anual de lluvias: 432 mm.
- Altitud: 1318 m s. n. m.

La entrada es libre.

## Historia
El "Bertrand F. Harrison Arboretum" lleva el nombre en honor al legendario profesor que enseñó botánica durante 43 años e hizo posible que el campus de "BYU" albergue unas 900 especies de árboles autóctonos de todas partes de Estados Unidos. 
Debido a los constantes esfuerzos de mantenimiento y sostenibilidad por parte del "Grounds Department" (Departamento de los Terrenos), el "U.S. Bureau of Reclamation" de Estados Unidos ha otorgado a la "BYU" un premio regional de la conservación del agua. La universidad también ha sido citado por la excelencia en la "America in Bloom Organization".

## Colecciones
Entre las secciones y jardines más característicos destacan:
- Arboreto a lo largo de todo el campus que incluye plantas nativas coníferas y caducifolios de ambas regiones oriental y occidental de los Estados Unidos.
- Jardines de exhibición al noreste de la charca de la botánica (justo detrás del Laboratorio de Botánica en 870 norte y 500 este)
- Charca de la botánica (situada entre las calles 800 norte y 400 este) con un estanque con patos y un arroyo de diseño, en esta zona se encuentra una Sequoia gigantea de la zona de Sierra Nevada de California y un ciprés calvo (Taxodium distichum) de la zona del Golfo.
- Paseo y cascada cerca del "Centennial Carillon Bell Tower" (Sur 1430 Norte 650 Este) con un camino de ladrillos que serpentea a través del jardín. El carrillón además de marcar el tiempo, las 52 campanas de la torre de 90 pies de altura, realizan un concierto bajo la dirección de la Escuela de profesores de música y estudiantes. Las campanas, que varían en peso desde 4730 a 21,5 libras, se pueden tocar con el caballero, en cinta magnética, y con un teclado de estilo del órgano y pedalera.